# Vincent Duchesne
Pour les articles homonymes, voir Duchesne.
Dom Vincent Duchesne (né Jean-Baptiste Duchesne en 1661 à Besançon, où il est mort en 1724) est un moine bénédictin de Faverney. Esprit inventif et polyvalent il s'illustre particulièrement dans l'architecture.  

## Biographie
Vincent Duchesne fait sa profession religieuse à l'abbaye de Faverney en 1678. Il s'illustre en divers domaines comme l'histoire, les sciences, les techniques, la pédagogie et l'architecture.
On lui doit par exemple : l'invention d'une machine pour scier et polir le marbre ainsi que d'une chaudière à faible consommation de bois destinée aux salines ; la mise au point d'une méthode d'apprentissage rapide de la lecture dont il fait bénéficier, en 1717, le dauphin Louis XV alors âgé de 7 ans.
On lui doit surtout, la conception et les plans de nombreux édifices, essentiellement religieux, en Franche-Comté (à Arbois, Besançon, Dole, etc.) mais aussi à Chalon-sur-Saône, Châlons-en-Champagne.
Il contribue grandement à la rénovation des bâtiments de sa propre abbaye de Faverney : la reconstruction des bâtiments conventuels de l’abbaye, l’édification des halles, les plans du canal du moulin. Quant au « Pont des Bénédictins », la question est controversée.
Les multiples activités de Dom Duchesne, ses relations à l’extérieur de l’abbaye, ses nombreux voyages  ne manquent pas de lui attirer la réprobation des responsables de la congrégation de Saint-Vanne, gardienne de la règle bénédictine, et à laquelle Faverney est alors rattachée. Il se retrouve même au cœur des querelles liées au jansénisme et qui opposent ladite congrégation à la royauté française et au Saint-Siège.
Élevé à la dignité de protonotaire apostolique, Dom Duchesne reçoit en bénéfice l’abbaye de Vaux qui, dans les faits, est occupée par des fermiers anabaptistes (l’établissement avait été saisi dès le milieu du XVIe siècle par le Prince de Montbéliard).

En 1720, il est coadjuteur de l'abbé Du Cloz de Faverney.